# Mahle
Mahle GmbH este o companie producătoare de componente auto din Germania.

## Mahle în România
Mahle a construit în 2005 pe platforma industrială Calea Aradului din Timișoara o fabrică de filtre auto, cu suprafață de 6.000 mp și o fabrică de componente auto de 3.000 mp.
Investiția inițială a fost de 5 milioane de euro.
Număr de angajați în 2009: 180
Cifra de afaceri în 2008: 7,8 milioane euro